# Roser Suñé Pascuet
Roser Suñé i Pascuet (nascida em 26 de agosto de 1960) é uma política de Andorra, actual e primeira mulher a ocupar o cargo de Síndic Geral do Conselho Geral, Presidente do Parlamento de Andorra desde 3 de maio de 2019.
Ela nasceu na cidade velha de Andorra la Vella em 26 de agosto de 1960 e estudou Educação em 1980 e Filologia Catalã na Universidade de Barcelona, tendo-se formado em 1983.
Ela foi embaixadora na Suécia entre 1999 e 2005 e na Noruega e na Islândia de 2000 a 2005. A 13 de maio de 2011 foi nomeada Ministra da Educação e Cultura, desempenhando esta função até 7 de abril de 2015, quando foi sucedida por Éric Jover.